# Chiesa di Sant'Apollonia (Salerno)
La piccola ex chiesa di Sant'Apollonia è un luogo di culto cattolico di Salerno. Sorge nel rione San Benedetto ed è sconsacrata.

## La storia
Stando agli affreschi tardomanieristici della volta del corpo longitudinale, la cronologia dell'architettura dovrebbe ricadere a cavallo fra il XVI e XVII secolo. Alla stessa datazione potrebbe risalire anche il vano a pianta centrale, la cui forma, nonostante i resti di dipinti barocchi, presenta una tipologia caratteristica del rinnovamento controriformistico.
Ad un probabile adeguamento settecentesco riconduce il portale di ingresso ad arco schiacciato su volte, che ricorda strettamente quello disegnato da Francesco Solimena per San Giuseppe de Poveri a Napoli. La sua realizzazione, insieme alla sua struttura in stucco, dell'altare maggiore potrebbe risalire al 1736, data ricordata da una lapide interna per la benedizione di due altari laterali raffiguranti La risurrezione, L'Ascensione di Gesù, La Pentecoste di autori ignoti, mentre la cupoletta è decorata con pitture che in origine dovevano raffigurare il paradiso con teorie di santi, secondo una consuetudine diffusa dopo gli anni settanta del seicento.
Di antica origine (XI secolo), la sua intitolazione alla santa protettrice dei denti l'ha resa nel passato molto cara ai salernitana, specie in particolari situazioni di pericolo.

## Uso attuale
Negli ultimi tempi, fu intitolata a san Martino de la Palma (cioè del martirio), prima di essere definitivamente sconsacrata ed andare in rovina con il terremoto del 1980. Restaurata nel 1994, è stata restituita alla fruizione pubblica come sala per attività culturali.